# 时空罪恶
《时空罪恶》（西班牙語：Los Cronocrímenes）是一部首映于2007年9月20日的西班牙科幻影片。全片由那奇欧·维加隆多编写和执导，讲述了一个有关于时间循环的机器设备的故事。
影片为西班牙语发音，发行方曾计划重制一部英语发音的版本，但后续消息不详。

## 剧情
故事发生在在西班牙的乡村，一个名叫埃克托尔的中年男子和他的妻子克拉拉住在他们正在装修的房子里。埃克托尔用望远镜观察他们房子后面的森林，看到一个年轻女人脱下她的T恤，露出了她的胸部。当他的妻子去购物时，他进行了调查，发现该女子躺在地上，赤身裸体，不省人事。他被一个脸上缠着血色绷带的神秘人刺伤了手臂。埃克托尔逃到附近的一栋神秘建筑，通过无线对讲机与一位科学家联系。科学家警告埃克托尔缠着绷带的人就在附近，并引导埃克托尔到他的位置，保证安全。科学家说服埃克托尔躲在一個大型機械裝置中，躲避外面的繃帶男。然而，当埃克托尔走出机器时，他发现他已经穿越到了大约一个小时之前的时间。
科学家解释说，这台机器是一个实验性的时间旅行装置，并把埃克托尔称为“埃克托尔2号”。科学家告诉他，他们需要留在原地，让事件发展下去。尽管科学家发出了警告，埃克托尔2号还是开着车离开了，路过一个骑自行车的女人，结果被一辆面包车撞到了路上，他的头被割伤了，他用胳膊上的绷带包扎了起来。绷带因吸收了血液而变成粉红色。骑自行车的女人走过来看他是否没事，原来她就是他之前在森林里看到的那个女人。他开始重现之前看到的事件，让她脱衣服给埃克托尔1号看。当她逃跑时，他抓住了她，不经意间把她打晕了。他把她赤身裸体地放在地上，然后在埃克托尔1号赶到时刺伤了他的手臂。女人逃走了。埃克托尔2号回到家中，他听到一声尖叫，在屋子裡追著一個女人跑到屋頂上。当他试图抓住她时，她滑倒并摔死了。埃克托尔2号從屋頂看到屍體惊恐万分，認為他殺了自己的妻子。
埃克托尔通過對講機聯繫了那位科學家，並說服他將埃克托尔過去的自己引誘到實驗室，並警告說他正在被追捕。埃克托尔2号開車去實驗室，堅持必須再回去一次，儘管科學家透露有一個埃克托尔3号，他告訴科學家必須阻止埃克托尔2号這樣做。
取下繃帶後，埃克托尔2号說服科學家把他送回到他第一次出現前的幾秒鐘。他找到了一輛麵包車，將埃克托尔2号撞下公路，不料自己也发生车祸昏了过去。醒來後，他告訴科學家他没能阻止埃克托尔2号。他再次遇到那個女人，虽然她没有认出他就是袭击她的人，但她还是嚇得尖叫起來。由於埃克托尔2号聽到了她的尖叫聲，埃克托尔3号和那個女人逃到了埃克托尔的家中。他們分開了。埃克托尔3号找到了他的妻子，让她躲起来，然後意識到必须发生、將要發生和已經發生的事情。他找到了那個女人，剪掉了她的馬尾辮，把他妻子的外套給了她，並讓她躲到樓上。埃克托尔2号追着她到屋顶。埃克托尔3号和他的妻子坐在草坪上，背景中埃克托尔2号失手害死了那个女人，然后开车离开，回到实验室，成为埃克托尔3号。远处传来應急车辆的声音。

## 演员
- 卡拉·埃莱哈尔德（西班牙语：Karra Elejalde） 饰 埃克托尔
- 坎德拉·费尔南德斯（西班牙语：Candela Fernández） 饰 克拉拉
- 芭芭拉·戈埃纳加（西班牙语：Bárbara Goenaga） 饰 森林裡的女人
- 那奇欧·维加隆多（西班牙语：Nacho Vigalondo） 饰 科学家
- 胡安·因西亚特 饰 偶爾的埃克托尔

## 发行
這部電影於2007年9月20日在德克薩斯州奧斯汀的奇幻电影节首映，於2007年10月作為錫切斯電影節的閉幕影片放映，於2008年6月27日在西班牙上映。